# Saltos ornamentais no Campeonato Mundial de Esportes Aquáticos de 2019 - Trampolim 1 m individual feminino
A prova do trampolim 1 m individual feminino dos saltos ornamentais no Campeonato Mundial de Esportes Aquáticos de 2019 foi realizada entre os dias 12 de julho e 13 de julho, em Gwangju, na Coreia do Sul. 

## Calendário
Horário local (UTC+9). 
| Fase              | Data        | Hora  |
| ----------------- | ----------- | ----- |
| Rodada preliminar | 12 de julho | 15:30 |
| Final             | 13 de julho | 15:30 |

## Medalhistas
| Ouro             | Prata             | Bronze          |
| Chen Yiwen (CHN) | Sarah Bacon (USA) | Kim Su-ji (KOR) |

## Resultados
Quarenta e três saltadoras disputaram a prova e puderam saltar seis vezes. As doze atletas com as maiores pontuações avançaram à final.
| Pos.              | Saltadoras             | Nacionalidade  | Preliminar | Preliminar | Final         | Final         |
| Pos.              | Saltadoras             | Nacionalidade  | Pontos     | Pos.       | Pontos        | Pos.          |
| ----------------- | ---------------------- | -------------- | ---------- | ---------- | ------------- | ------------- |
| Medalha de ouro   | Chen Yiwen             | China          | 287.95     | 1          | 285.45        | 1             |
| Medalha de prata  | Sarah Bacon            | Estados Unidos | 240.00     | 6          | 262.00        | 2             |
| Medalha de bronze | Kim Su-ji              | Coreia do Sul  | 238.95     | 8          | 257.20        | 3             |
| 4                 | Katherine Torrance     | Reino Unido    | 236.75     | 10         | 255.40        | 4             |
| 5                 | Kristina Ilinykh       | Rússia         | 245.50     | 3          | 252.80        | 5             |
| 6                 | Elena Bertocchi        | Itália         | 232.55     | 12         | 251.95        | 6             |
| 7                 | Elizabeth Cui          | Nova Zelândia  | 235.90     | 11         | 245.60        | 7             |
| 8                 | Georgia Sheehan        | Austrália      | 238.25     | 9          | 244.20        | 8             |
| 9                 | Chang Yani             | China          | 257.65     | 2          | 241.70        | 9             |
| 10                | Maria Coburn           | Estados Unidos | 239.70     | 7          | 237.75        | 10            |
| 11                | Clare Cryan            | Irlanda        | 240.70     | 5          | 237.05        | 11            |
| 12                | Julia Vincent          | África do Sul  | 241.35     | 4          | 236.40        | 12            |
| 13                | Melany Hernández       | México         | 231.95     | 13         | Não avançaram | Não avançaram |
| 14                | Emilia Nilsson         | Suécia         | 231.50     | 14         | Não avançaram | Não avançaram |
| 15                | Esther Qin             | Austrália      | 225.55     | 15         | Não avançaram | Não avançaram |
| 16                | Michelle Heimberg      | Suíça          | 218.55     | 16         | Não avançaram | Não avançaram |
| 17                | Kwon Ha-lim            | Coreia do Sul  | 217.80     | 17         | Não avançaram | Não avançaram |
| 18                | Aranza Vázquez         | México         | 217.50     | 18         | Não avançaram | Não avançaram |
| 19                | Scarlett Mew Jensen    | Reino Unido    | 217.10     | 19         | Não avançaram | Não avançaram |
| 20                | Olena Fedorova         | Ucrânia        | 215.65     | 20         | Não avançaram | Não avançaram |
| 21                | Lena Hentschel         | Alemanha       | 214.10     | 21         | Não avançaram | Não avançaram |
| 22                | Anisley García         | Cuba           | 213.25     | 22         | Não avançaram | Não avançaram |
| 23                | Maria Polyakova        | Rússia         | 212.25     | 23         | Não avançaram | Não avançaram |
| 24                | Anna Arnautova         | Ucrânia        | 210.70     | 24         | Não avançaram | Não avançaram |
| 25                | Kaja Skrzek            | Polónia        | 210.25     | 25         | Não avançaram | Não avançaram |
| 26                | Shaye Boddington       | Nova Zelândia  | 208.40     | 26         | Não avançaram | Não avançaram |
| 27                | Alison Maillard        | Chile          | 207.85     | 27         | Não avançaram | Não avançaram |
| 28                | Maha Eissa             | Egito          | 206.70     | 28         | Não avançaram | Não avançaram |
| 29                | Alena Khamulkina       | Bielorrússia   | 206.50     | 29         | Não avançaram | Não avançaram |
| 30                | Lauren Hallaselkä      | Finlândia      | 203.50     | 30         | Não avançaram | Não avançaram |
| 31                | Diana Pineda           | Colômbia       | 202.80     | 31         | Não avançaram | Não avançaram |
| 32                | Luana Lira             | Brasil         | 202.35     | 32         | Não avançaram | Não avançaram |
| 33                | Steffanie Madrigal     | Colômbia       | 201.90     | 33         | Não avançaram | Não avançaram |
| 34                | Roosa Kanerva          | Finlândia      | 199.90     | 34         | Não avançaram | Não avançaram |
| 35                | Marcela Marić          | Croácia        | 199.75     | 35         | Não avançaram | Não avançaram |
| 36                | Emma Gullstrand        | Suécia         | 194.00     | 36         | Não avançaram | Não avançaram |
| 37                | Madeline Coquoz        | Suíça          | 187.75     | 37         | Não avançaram | Não avançaram |
| 38                | Prisis Ruiz            | Cuba           | 184.90     | 38         | Não avançaram | Não avançaram |
| 39                | Choi Sut Kuan          | Macau          | 157.65     | 39         | Não avançaram | Não avançaram |
| 40                | Indrė Girdauskaitė     | Lituânia       | 156.40     | 40         | Não avançaram | Não avançaram |
| 41                | Chan Lam               | Hong Kong      | 142.10     | 41         | Não avançaram | Não avançaram |
| 42                | Kwanchanok Khunboonjan | Tailândia      | 135.90     | 42         | Não avançaram | Não avançaram |
| 43                | Danielle Robles        | Brasil         | 124.65     | 43         | Não avançaram | Não avançaram |

Legenda
| Recorde mundial       | Recorde mundial (World record)               |                       | Recorde africano                      | Recorde africano (African) |                                           | Q | Classificado por posição (Qualified) |
| Recorde do campeonato | Recorde do campeonato (Championship record)  | Recorde da América    | Recorde da América (Americas)         | q                          | Classificado por melhor tempo (Qualified) |   |                                      |
| Melhor marca do ano   | Melhor marca do ano (World leading)          | Recorde asiático      | Recorde asiático (Asian)              | DNS                        | Não largou (Did not start)                |   |                                      |
| Recorde nacional      | Recorde nacional (National record)           | Recorde europeu       | Recorde europeu (European)            | DNF                        | Não terminou (Did not finish)             |   |                                      |
| Recorde pessoal       | Recorde pessoal do atleta (Personal best)    | Recorde da Oceania    | Recorde da Oceania (Oceania)          | DSQ / DQ                   | Desclassificado (Disqualified)            |   |                                      |
| Recorde da temporada  | Recorde da temporada do atleta (Season best) | Recorde sul-americano | Recorde sul-americano (South America) | NM                         | Sem marca (No mark)                       |   |                                      |